# Таперакан
Таперакан (вірм. Տափերական) — село в марзі Арарат, у центрі Вірменії. Село розташоване на трасі Єреван — Степанакерт, за 10 км на північний захід від міста Арарат, за 3 км на північ від села Покр Веді, за 4 км на північний захід від села Нор Кянк, за 4 км на південний захід від села Нор Угі та за 3 км на південний схід від села Шаумян.